# Acalypha comorensis
Acalypha comorensis är en törelväxtart som beskrevs av Ferdinand Albin Pax. Acalypha comorensis ingår i släktet akalyfor, och familjen törelväxter. Inga underarter finns listade i Catalogue of Life.